# ماربوفلوکساسین
ماربوفلوکساسین(به انگلیسی: Marbofloxacin) یک آنتی بیوتیک فلوروکینولونی نسل سوم مشتق شده از اسید کربوکسیلیک است. در دامپزشکی با نام‌های تجاری Marbocyl ,Forcyl ,Marbo vet و Zeniquin عرضه می‌شود. فرمولاسیون ماربوفلوکساسین همراه با کلوتریمازول و دگزامتازون با نام تچاری Aurizon ( شماره ثبت سی‌ای‌اس ۱۱۵۵۵۰-۳۵-۱) موجود است.

این دارو فعالیت خوبی در برابر بسیاری از باسیل‌ها و کوکسی‌های گرم منفی دارد همچون:
- آئروموناس
- بروسلا
- کامپیلوباکتر
- کلامیدیا تراکوماتیس
- انتروباکتر
- اشریشیا کلی
- هموفیلوس
- کلبسیلا
- مایکوباکتریوم
- مایکوپلاسما
- پروتئوس
- سودوموناس آئروژینوزا
- سالمونلا
- Serratia
- شیگلا
- استافیلوکوک (شامل سویه‌های تولید کننده پنی‌سیلیناز و مقاوم به متی‌سیلین)
- ویبریو
- یرسینیا